# In vendita
In vendita è il settimo album in studio del complesso musicale italiano de I Camaleonti pubblicato in Italia nel 1977.

## Tracce
Lato 1
1. "Mi manca" — (Giancarlo Bigazzi, Umberto Tozzi)
2. "Stella" — (Antonio Cripezzi)
3. "Una vita diversa" — (Cripezzi, Detto Mariano)
4. "Immaginarti così" — (Guido Maria Ferilli)
5. "Il gabbiano" — (Scott, Livio Macchia)

Lato 2
1. "Un'estate intera" — (Andrea Lo Vecchio, Ferilli)
2. "The six o'clock connection" — (Scott, Macchia)
3. "Tra amici" — (Cripezzi, Ermanno Capelli)
4. "Me ne vado via" (Cripezzi, Carla Vistarini)
5. "Uomini" (Cripezzi, Vistarini)

## Formazione
- Livio Macchia — chitarra; voce solista in "Stella", "Il gabbiano", "Un'estate intera", "Tra amici"
- Dave Sumner — chitarra; voce solista in "The six o'clock connection"
- Antonio Cripezzi — tastiere; voce solista in "Mi manca", "Una vita diversa", "Tra amici", "Me ne vado via" e "Uomini"
- Gerry Manzoli — basso
- Paolo de Ceglie — batteria; voce solista in "Immaginarti così"